# Pușcă-mitralieră Browning M1918
Browning Automatic Rifle (BAR) sau tradus în limba română, Pușca automată Browning,  reprezintă o familie de puști automate și puști-mitraliere americane utilizate de Statele Unite și numeroase alte țări în timpul secolului XX. Principala versiune a seriei BAR a fost modelul M1918, care a fost creat de John Browning în anul 1917 pentru forțele americane din Europa Primului Război Mondial.
Pușca-mitralieră Browning M1918 a fost una dintre primele puști automate utilizate efectiv în luptă. BAR a fost folosită cu succes de Armata Statelor Unite ale Americii în Primul Război Mondial, aproximativ 50.000 de astfel de arme fiind fabricate înainte de terminarea războiului. Proiectul BAR a fost inspirat de conceptul Marching fire⁠(en)[traduceți], americanii observând și modul în care francezii foloseau în ofensivă pușca-mitralieră „Chauchat” și pușca-mitralieră Hotchkiss M1909.
De asemenea, pușca-mitralieră Browning M1918 a fost folosită intens în timpul Celui De-Al Doilea Război Mondial, dar și în timpul Războiului din Coreea și din Vietnam.
Pușca-mitralieră Browning M1918 a fost creată pentru a fi transportată și folosită de un singur soldat, fiind apreciată pentru fiabilitatea sa și puterea de foc mare.

## Utilizatori
- Algeria[3]
- Argentina
- Austria[4]
- Belgia: Adoptat în 1930, construit sub licență de Fabrique Nationale[5]
- Bolivia
- Brazilia[6]
- Cambodgia
- Canada
- Chile
- Republica Populară Chineză: Un număr mare de arme au fost capturate de la Republica China în timpul războiului civil chinez.[7]
- Republica China: Folosit de forțele naționaliste în timpul celui de-al doilea război chino-japonez și a războiului civil chinez[8]
- Columbia[9]
- Costa Rica[10]
- Cuba: [5] Utilizate în special de forțele anticastriste.[11]
- Egipt
- El Salvador
- Etiopia[9]
- Finlanda: FN Mle 30 și m/21 suedez[12]
- Franța: Livrat forțelor franceze libere în timpul celui de-al doilea război mondial[13] și utilizate mai târziu în Primul Război din Indochina[14] și în Războiul din Algeria.[15] Cunoscute ca Fusil-mitrailleur 7 mm 62 (C. 30) M. 18 (B. A. R.).[16]
- Germania Nazistă: capturate în special de la polonezi[5] și utilizate până la sfârșitul războiului sub numele de IMG 28(p)
- Germania de Vest
- Grecia
- Haiti
- Honduras[17]
- Indonezia
- Italia: M1918A2 ca Fucile Mitragliatore Browning (B.A.R.) cal. 7,62.[18]
- Israel: FN Model Ds.[19]
- Japonia: FN Mle 30s.[8] Majoritatea exemplarelor au fost capturate de la chinezi și americani.[8]
- Coreea de Sud
- Laos: primite de la americani în timpul războiului civil din Laos și în timpul războiului din Vietnam. [20]
- Liberia[9]
- Luxemburg
- Olanda: [21][22][23]
- Nicaragua: furnizate de americani între anii 1932-1979.
- Norvegia
- Pakistan
- Panama: Utilizate de Garda Națională între anii 1950 și anii 1970.
- Filipine: utilizate în timpul Celui De-Al Doilea Război Mondial.[24][25]
- Spania[26]
- Polonia[5]
- Sudanul de Sud: Utilizate de SPLA
- Vietnamul de Nord: Capturate de la autoritățile colonialiste franceze de către Viet Cong și armată.[27]
- Vietnamul de Sud: primite de la americani[28]
- URSS: majoritatea capturate de la polonezi.[5]
- Suedia
- Thailanda
- Turcia[5]: (1950–80)[29]
- Regatul Unit: utilizate în timpul Celui De-Al Doilea Război Mondial[30]
- SUA
- Uruguay[9]

## Galerie

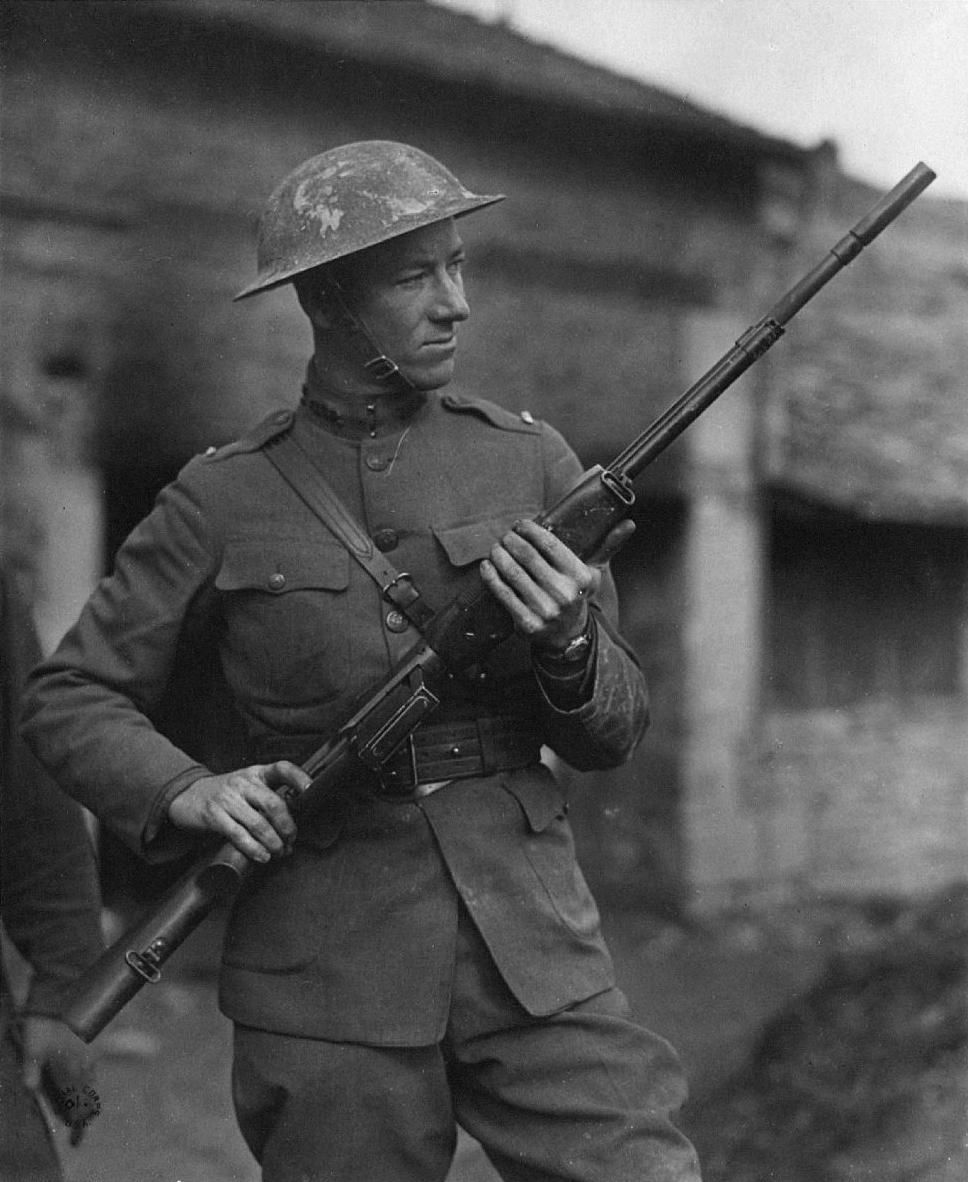
Locotenentul Val A. Browning cu o pușcă automată Browning, pe frontul din Franța, în timpul Primului Război Mondial.
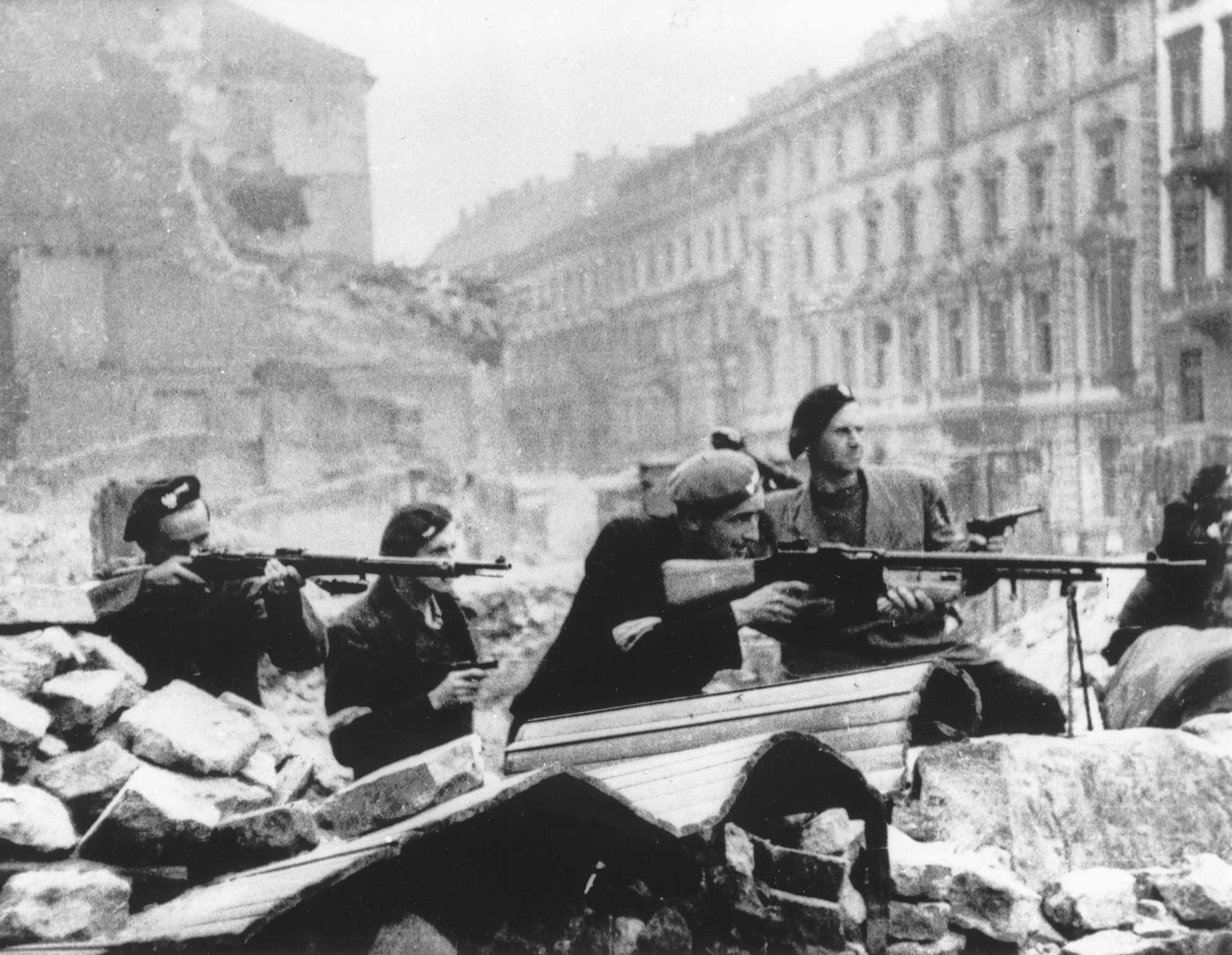
Partizani polonezi în timpul Revoltei din Varșovia, 1944. În poză apare o armă wz. 28, versiunea poloneză a puștii-mitralieră Browning M1918.
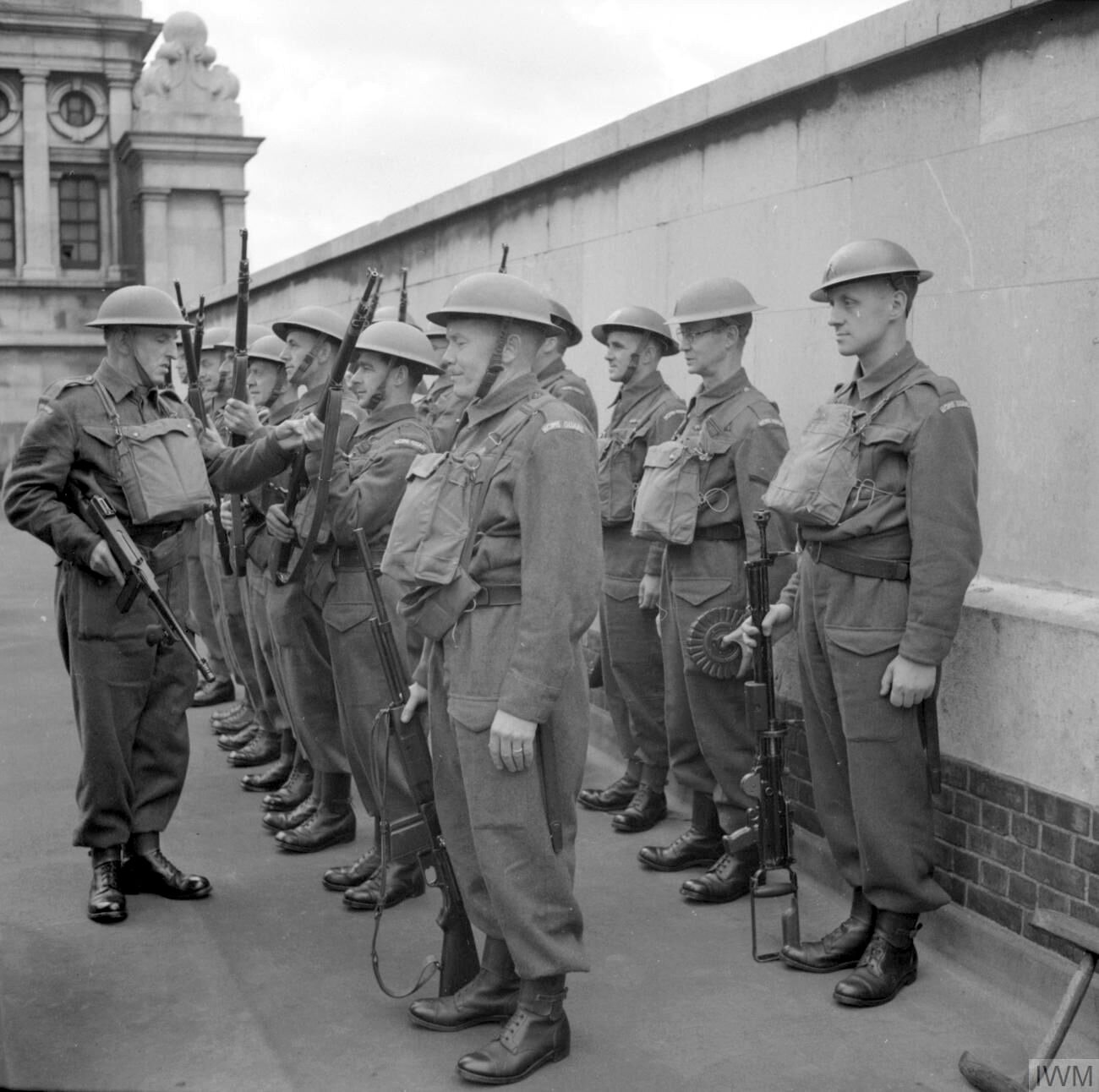
British Home Guard în 1941. Soldatul de la sfârșitul primei linii deține un BAR.
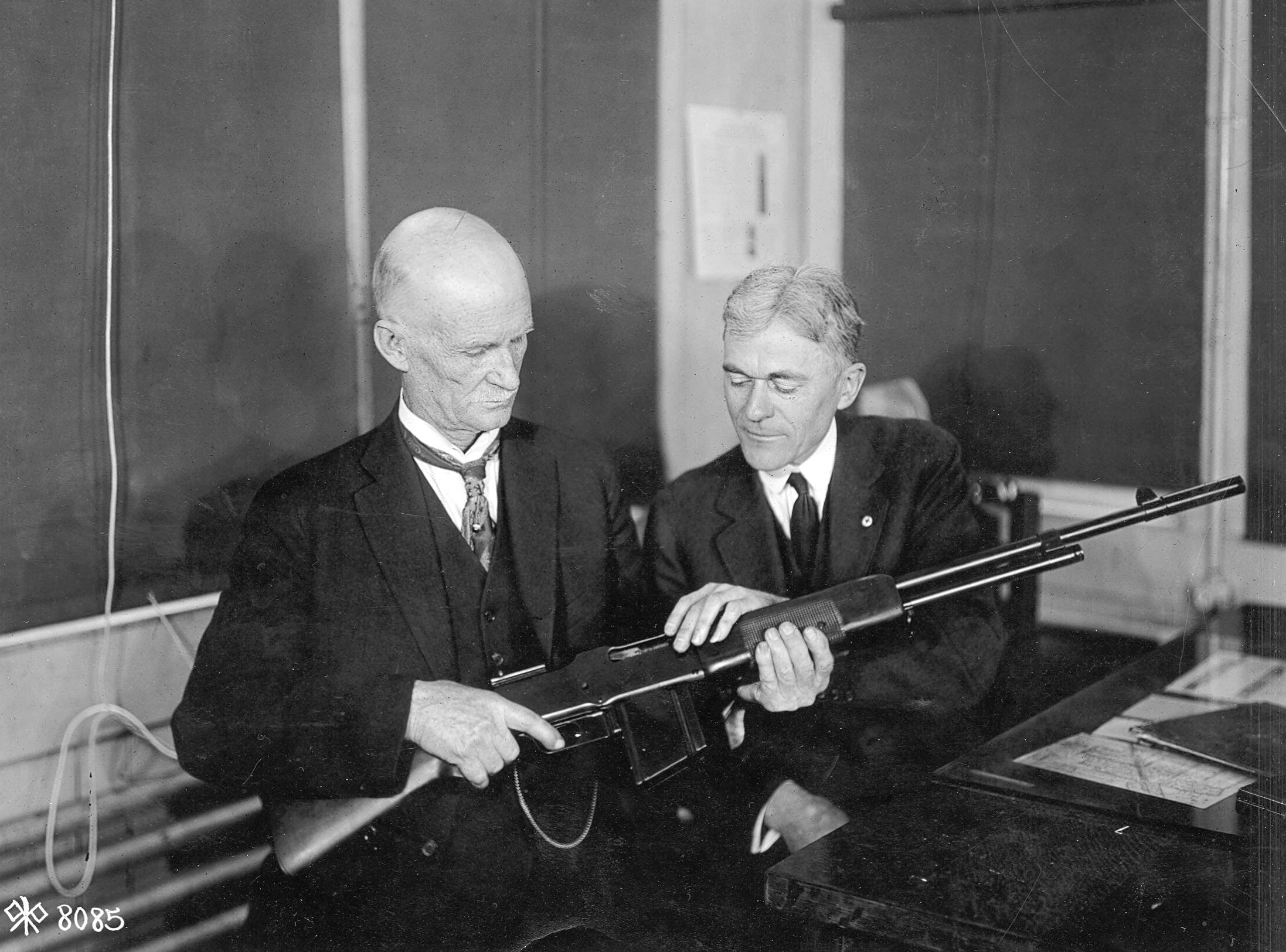
John Browning, inventatorul puștii-mitralieră Browning M1918, ținând în mâini un exemplar.
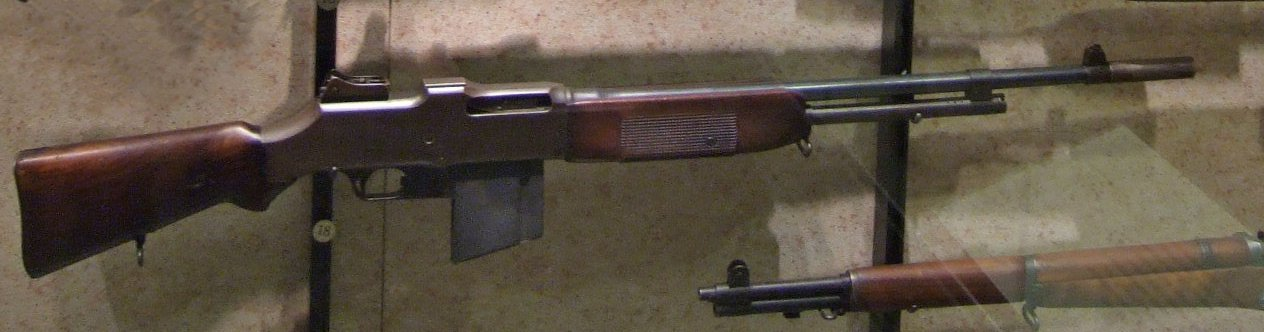
M1918.
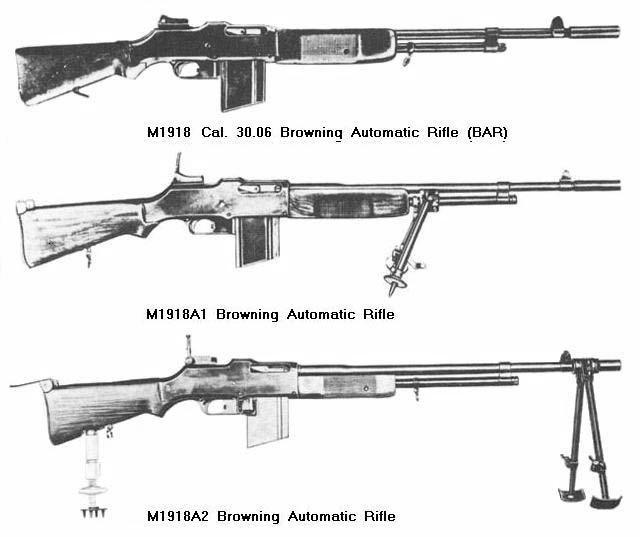
Versiuni ale puștii-mitralieră.
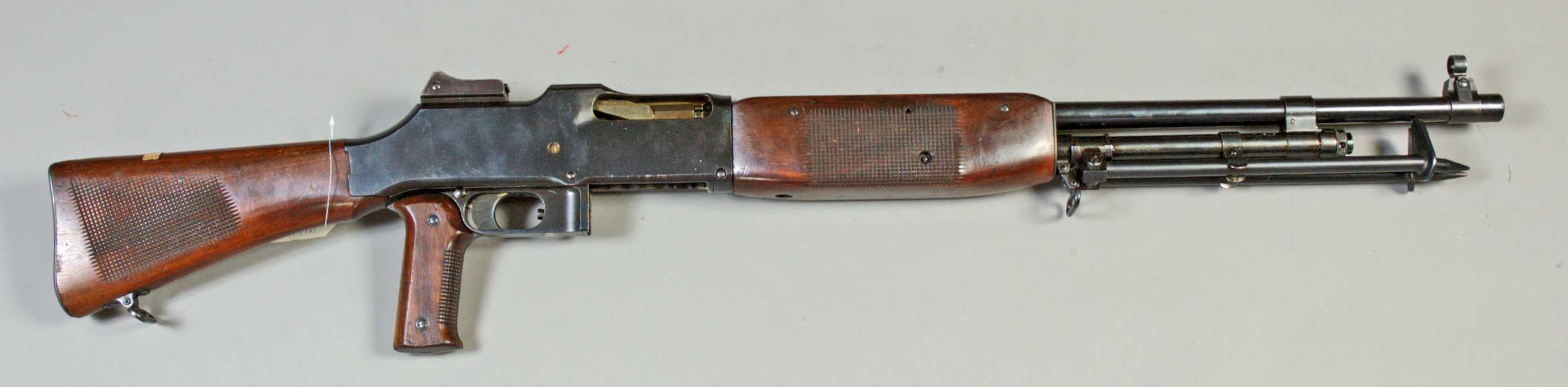
Versiunea suedeză Kg M1921.
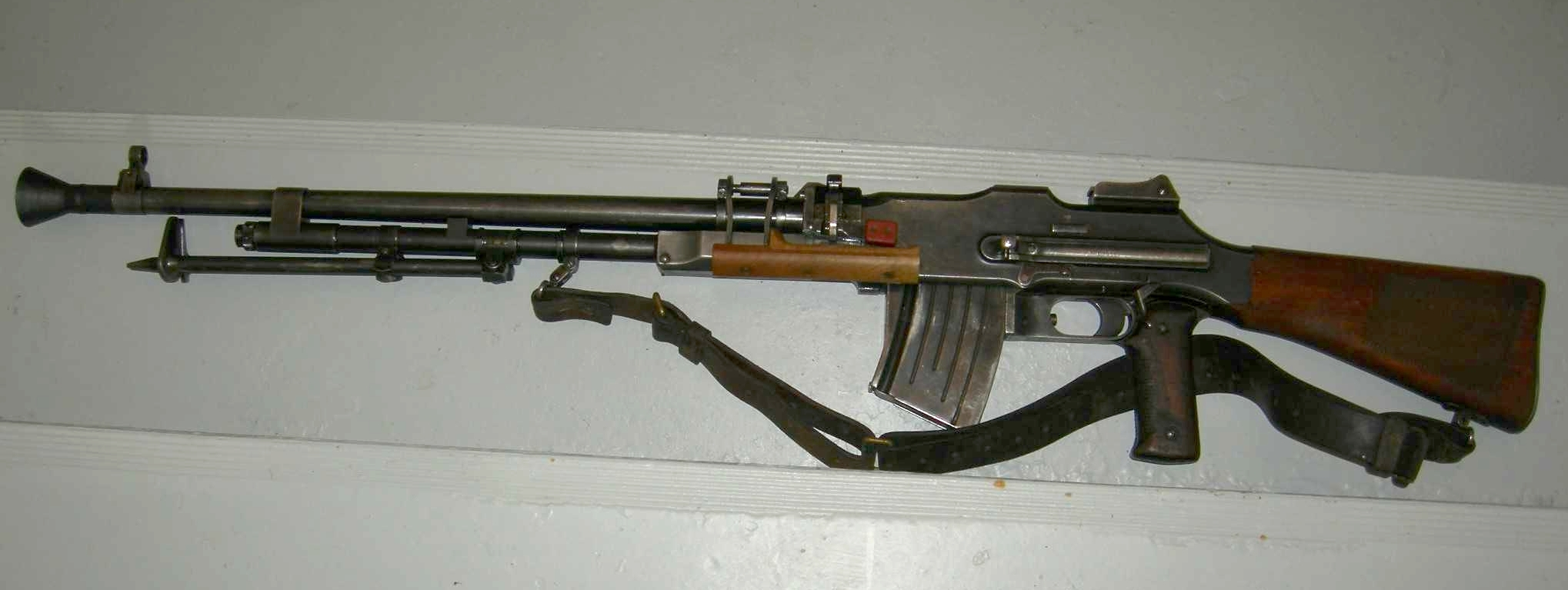
Versiunea suedeză Kg M1937.
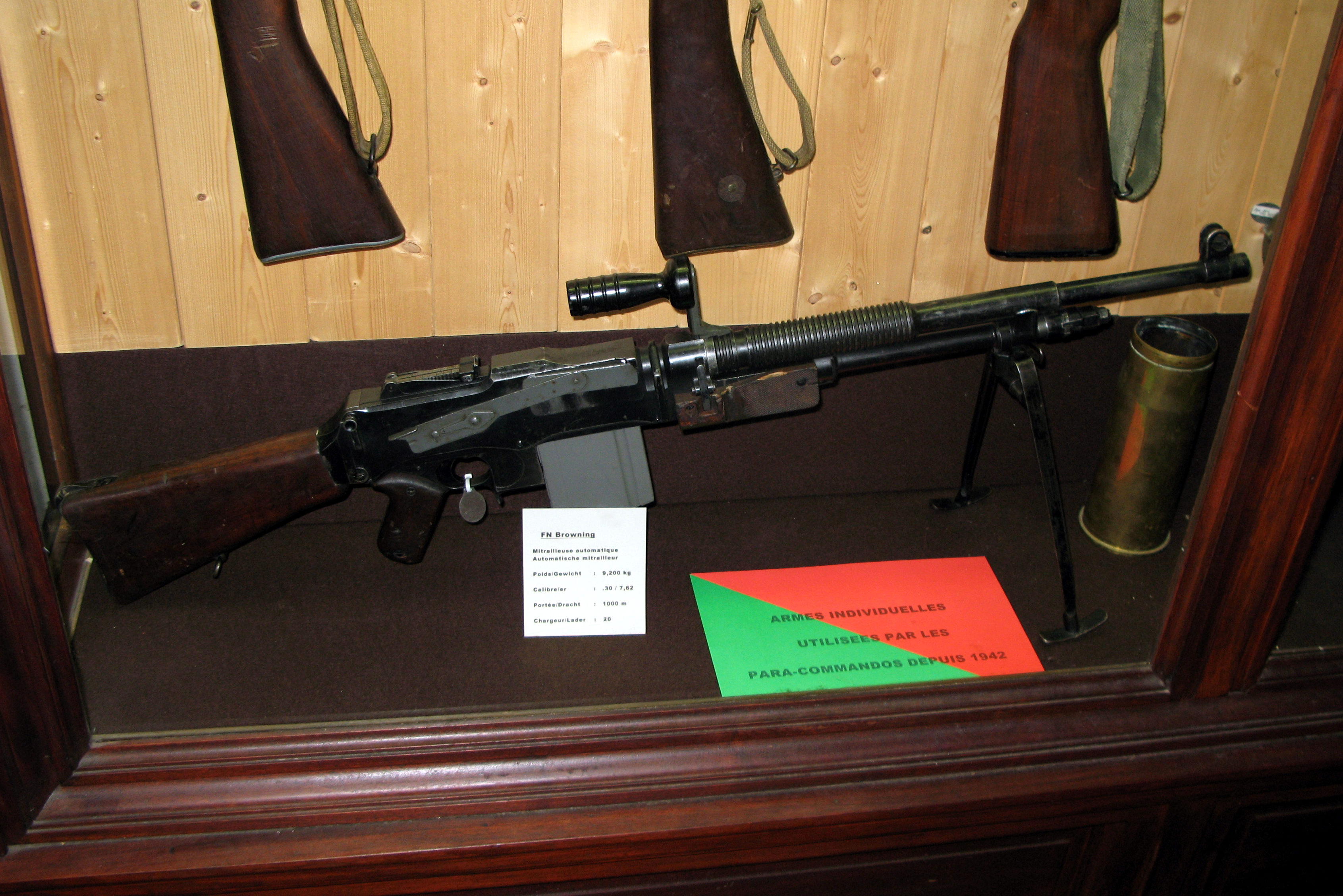
Versiunea belgiană IMG 1533.